# Windows 95
Windows 95 (енгл. Windows 95) је оперативни систем базиран на графичком интерфејсу кога је развио Мајкрософт и пустио га у продају 24. августа 1995. године. Током развијања је био под кодним именом Windows Чикаго (енгл. Chicago). Подршка од стране Мајкрософта за Windows 95 је трајала од његовог изласка па све до 31. децембра 2001. године.
Windows 95 ради под ДОС-ом и може да покреће и софтвере за Windows и софтвере за ДОС оперативни систем. Он је био један од најуспешнијих оперативних система икад направљених на тржишту. Три године касније, Windows 98, наследник Windows-а 95, пуштен је у продају.
Windows 95 је донео многе новине у односу на своје претходнике. Он је био први Windows оперативни систем са дугметом 'Старт' и таскбаром и први Windows који подржава дужа имена датотекаова у односу на своје претходнике који су могли подрже само 8 карактера, укључујући и екстензију датотекаа.

## Верзије
Мајкрософт је током година издао многе верзије оперативних система.
- 1985. Windows 1.0
- 1987. Windows 2.0
- 1990. Windows 3.0
- 1993. Windows NT
- 1995. Windows 95
- 1996. Windows NT 4.0
- 1998. Windows 98
- 2000. Windows 2000
- 2000. Windows Me
- 2001. Windows
- 2003. Windows Server 2003
- 2007. Windows Vista
- 2009. Windows 7
- 2012. Windows 8
- 2015. Windows 10

Испред верзије је година њеног првог издања.
Серверске верзије оперативних система су обележене подебљаним словима.